# 철산정류소
철산정류소(鐵山停留所)는 경기도 광명시 철산로 57 (철산동 241)에 위치했던 시외버스정류장이다. 인근에 철산역과 광명사회체육센터가 있으며. 철산역 4번출구 인근에 있는 그린마트에서 승차권 예매가 가능했고, 주 운행 지역은 경기도 지역을 비롯해 강원도, 전라북도 지역 위주로 운행했었다.
그러나, 대부분의 노선이 수요 저조로 폐선되었고, 마지막 남은 철산 ↔ 전주 노선이 2022년 8월 부터 오산↔ 전주로 단축되어 광명시를 경유하지 않게 되었고, 문을 닫게 되었다.

## 과거 운행 노선
| 운행 노선   | 운행업체            | 운행횟수 |
| ----------- | ------------------- | -------- |
| 철산 ↔ 충주 | 금호고속 중앙고속   | 일 7회   |
| 철산 ↔ 천안 | 속리산고속 중앙고속 | 일 8회   |
| 철산 ↔ 속초 | 대원고속 중앙고속   | 일 5회   |
| 철산 ↔ 전주 | 금호고속            | 일 3회   |
| 철산 ↔ 청주 | 충북리무진          | 일 5회   |

## 같이 보기
- 광명역
- 광명종합터미널